# Strobilanthes disparifolia
Strobilanthes disparifolia är en akantusväxtart som beskrevs av John Richard Ironside Wood. Strobilanthes disparifolia ingår i släktet Strobilanthes och familjen akantusväxter. Inga underarter finns listade i Catalogue of Life.